# Urban Jungle
Pour les articles homonymes, voir Hell's Kitchen (homonymie).
Urban Jungle ou Dans l'Enfer du Ghetto au Québec (Hell's Kitchen) est un drame américain réalisé par Tony Cinciripini en 1998.

## Synopsis
Quatre adolescents provenant d'un quartier à risques de New-York décident de monter une escroquerie, mais cette première tentative dans le monde du crime tourne au drame : Hayden trouve la mort, Johnny est rattrapé par les policiers tandis que Patty et Gloria parviennent à s'échapper.
Cinq ans ont passé depuis la tragédie. Mais la belle Gloria a encore des comptes à régler avec cette histoire : bien qu'elle et Johnny étaient amants, Hayden était son frère, et elle porte toute la responsabilité de ce décès sur Johnny. Elle ne désire plus qu'une seule chose : se venger...

## Distribution
- Rosanna Arquette (VF : Olivia Dutron ; VQ : Anne Bédard) : Liz McNeary
- William Forsythe (VQ : Manuel Tadros) : Lou Reilly
- Angelina Jolie (VQ : Anne Dorval) : Gloria McNeary
- Mekhi Phifer (VF : Constantin Pappas ; VQ : François L'Écuyer) : Johnny Miles
- Johnny Whitworth (VQ : Joël Legendre) : Patty
- Stephen Payne (VQ : Éric Gaudry) : Boyle
- Jade Yorker : Ricky
- Michael Nicolosi (VQ : Benoit Rousseau) : Sean
- Ryan Slater (VQ : Sébastien Reding) : Hayden McNeary
- Sharif Rashed : Stevey Miles
- Martin Shakar : Warden
- Ricky Tyberg : Jingo
- Rhoda Phifer (VQ : Claudine Chatel) : voix de la mère de Johnny
- Al Cayne : Sly
- Stephon Fuller : Spike
- Dan Musico : Hines
- Don Wallace : Bulldozer

Source et légende : Version québécoise (V.Q.) sur Doublage Québec.